# Male Kompolje
Male Kompolje – wieś w Słowenii, w gminie Ivančna Gorica. W 2018 roku liczyła 20 mieszkańców.